# Campeonato Mundial de Atletismo Juvenil de 1999
O Campeonato Mundial de Atletismo Juvenil de 1999 foi a primeira edição do Campeonato Mundial de Atletismo Juvenil. Essa edição foi realizada em Bydgoszcz, Polônia entre 16 e 18 de Julho.

## Resultados

### Masculino
| Evento                     | Ouro                                                                        | Ouro     | Prata                                                                                         | Prata    | Bronze                                                                          | Bronze   |
| -------------------------- | --------------------------------------------------------------------------- | -------- | --------------------------------------------------------------------------------------------- | -------- | ------------------------------------------------------------------------------- | -------- |
| 100 m                      | Mark Lewis-Francis · Grã-Bretanha                                           | 10.40    | Bryan Sears · Estados Unidos                                                                  | 10.42    | Omar Brown · Jamaica                                                            | 10.43    |
| 200 m                      | Timothy Benjamin · Grã-Bretanha                                             | 20.72    | Omar Brown · Jamaica                                                                          | 21.09    | Bryan Sears · Estados Unidos                                                    | 21.16    |
| 400 m                      | William Mandla Nkosi · África do Sul                                        | 46.94    | Dutel Glaudel Garzon · Cuba                                                                   | 47.00    | Mark van Soest · África do Sul                                                  | 47.19    |
| 800 m                      | Nicholas Wachira · Quénia                                                   | 1:50.70  | Berhanu Alemu · Etiópia                                                                       | 1:50.79  | Mohammad M. Al Azemi · Kuwait                                                   | 1:51.24  |
| 1500 m                     | Cornelius Chirchir · Quénia                                                 | 3:44.02  | Michael Too · Quénia                                                                          | 3:44.70  | Osman Yusif · Arábia Saudita                                                    | 3:45.53  |
| 3000 m                     | Pius Muli · Quénia                                                          | 8:08.16  | Kenenisa Bekele · Etiópia                                                                     | 8:09.89  | Anouar Assila · Marrocos                                                        | 8:13.54  |
| 2000 m Obs.                | Cheruiyot Cherono · Quénia                                                  | 5:31.89  | Luleseged Wale · Etiópia                                                                      | 5:32.61  | Philip Simbolei · Quénia                                                        | 5:41.77  |
| 110 m B 91.4 cm            | Ladji Doucoure · França                                                     | 13.26    | Nassim Brahimi · Catar                                                                        | 13.36    | Paul Whitty · Canadá                                                            | 13.59    |
| 400 m B 84.0 cm            | Marthinus Kritzinger · África do Sul                                        | 49.86    | Sergio Castellanos Hierrezuelo · Cuba                                                         | 49.95    | Kumo Kiilu · Quénia                                                             | 51.50    |
| Marcha atlética 10 km      | Evgueni Demkov · Rússia                                                     | 42:26.07 | Aleksandr Strokov · Rússia                                                                    | 42:36.52 | Takayuki Tanii · Japão                                                          | 42:40.86 |
| Revezamento 4 x 100 metros | Jamaica · Winston Smith · Michael Frater · Davaon Spence · Omar Brown       | 40.03    | Japão · Yosuke Tahara · Kazuya Kitamura · Yoshitaka Kaneko · Yusuke Omae                      | 40.14    | Alemanha · Johannes Fischer · Christoph Lehner · Norman Grittke · Andre Streese | 41.13    |
| Revezamento medley         | Estados Unidos · Jonathan Lott · Bryan Sears · Travon Walton · Ivory McCann | 1:51.29  | África do Sul · William Mandla Nkosi · Warren October · Marthinus Kritzinger · Mark van Soest | 1:52.49  | Japão · Toshio Imura · Takeshi Yoneda · Masakatsu Tanaka · Tsutomu Takahashi    | 1:54.10  |
| Salto em altura            | Jacques Freitag · África do Sul                                             | 2.16     | Cui Kai · China                                                                               | 2.13     | Andrei Chubsa · Bielorrússia                                                    | 2.13     |
| Salto com vara             | Sebastien Homo · França                                                     | 5.20     | Oleksandr Korchmyd · Ucrânia                                                                  | 5.10     | Rico Tepper · Alemanha                                                          | 5.00     |
| Salto em distância         | Shang Yapeng · China                                                        | 7.80     | Yoelmis Pacheco Herrera · Cuba                                                                | 7.62     | Nicolaas Grimbeeck · África do Sul                                              | 7.59     |
| Salto triplo               | Ibrahim Mahmedin · Catar                                                    | 15.96    | Yoandris Francis Betanzas · Cuba                                                              | 15.83    | Viktor Yastrebov · Ucrânia                                                      | 15.74    |
| Arremesso de peso 5 kg     | Robert Haggblom · Finlândia                                                 | 19.76    | Dmitri Gorchkov · Rússia                                                                      | 19.69    | Khalid Al Suwaidi · Catar                                                       | 19.44    |
| Disco 1.500 kg             | Ming-Huang Chang · Taipé Chinesa                                            | 64.14    | Zhang Huabing · China                                                                         | 58.36    | Raine Munukka · Finlândia                                                       | 56.52    |
| Martelo 5 kg               | Krisztian Pars · Hungria                                                    | 74.76    | Oleksandr Lutsenko · Ucrânia                                                                  | 73.68    | Alexei Elisseev · Rússia                                                        | 73.68    |
| Dardo 700g                 | Joachim Kiteau · França                                                     | 79.65    | Saku Kuusisto · Finlândia                                                                     | 78.73    | Alexandre Ivanov · Rússia                                                       | 78.65    |

### Feminino
| Evento                     | Ouro                                                                                      | Ouro     | Prata                                                                                  | Prata    | Bronze                                                                               | Bronze   |
| -------------------------- | ----------------------------------------------------------------------------------------- | -------- | -------------------------------------------------------------------------------------- | -------- | ------------------------------------------------------------------------------------ | -------- |
| 100 m                      | Veronica Campbell · Jamaica                                                               | 11.49    | Lisa Sharpe · Jamaica                                                                  | 11.52    | Adriana Lamalle · França                                                             | 11.66    |
| 200 m                      | LaShauntea Moore · Estados Unidos                                                         | 23.38    | Melanie Walker · Jamaica                                                               | 23.72    | Ana Garcia Lopez · Cuba                                                              | 23.97    |
| 400 m                      | Monique Henderson · Estados Unidos                                                        | 52.28    | Helen Okpanachi · Nigéria                                                              | 52.38    | Norma Gonzalez · Colômbia                                                            | 52.39    |
| 800 m                      | Georgina Clarke · Austrália                                                               | 2:05.90  | Tetyana Petlyuk · Ucrânia                                                              | 2:06.97  | Mihaela Olaru · Roménia                                                              | 2:08.20  |
| 1500 m                     | Zanelle Grobler · África do Sul                                                           | 4:23.06  | Chibiwott Kibet · Quénia                                                               | 4:24.43  | Elaine Du Plessis · África do Sul                                                    | 4:24.59  |
| 3000 m                     | Alice Timbilil · Quénia                                                                   | 9:01.99  | Meseret Defar · Etiópia                                                                | 9:02.08  | Vivian Cheruiyot · Quénia                                                            | 9:04.42  |
| 100 m B 76.2 cm            | Adriana Lamalle · França                                                                  | 13.08    | Maren Freisen · Alemanha                                                               | 13.42    | Anay Quesada Tejeda · Cuba                                                           | 13.45    |
| 400 m B                    | Jana Pittman · Austrália                                                                  | 57.87    | Ya Wu Jie · China                                                                      | 58.32    | Patricia Hall · Jamaica                                                              | 58.67    |
| Marcha atlética 5 km       | Tatiana Kozlova · Rússia                                                                  | 22:31.93 | Maryna Tsikhanava · Bielorrússia                                                       | 22:37.54 | Ekaterina Dergounova · Rússia                                                        | 22:54.59 |
| Revezamento 4 x 100 metros | Jamaica · Nadine Palmer · Melanie Walker · Veronica Campbell · Lisa Sharpe                | 44.30    | Estados Unidos · Virginia Powell · Ashley Mitchell · Raasin McIntosh · Stephanie Durst | 45.40    | Polónia · Dorota Wojtczak · Dorota Dydo · Malgorzata Flejszar · Anita Hennig         | 45.49    |
| Revezamento medley         | Estados Unidos · Stephanie Durst · LaShauntea Moore · Christy Fairley · Monique Henderson | 2:07.71  | Polónia · Malgorzata Flejszar · Dorota Wojtczak · Hanna Wardowska · Magdalena Uzarska  | 2:09.19  | Ucrânia · Ganna Bordyugova · Viktoriya Lofitska · Maryna Maydanova · Tetyana Petlyuk | 2:11.13  |
| Salto em altura            | Anna Tchitchirova · Rússia                                                                | 1.89     | Renata Medgyesova · Eslováquia                                                         | 1.83     | Gaelle Niare · França                                                                | 1.79     |
| Salto com vara             | Yelena Isinbayeva · Rússia                                                                | 4.10     | Floe Kuhnert · Alemanha                                                                | 4.05     | Vanessa Boslak · França                                                              | 4.00     |
| Salto em distância         | Zhou Yangxia · China                                                                      | 6.29     | Jenniina Halkoaho · Finlândia                                                          | 6.24     | Alina Militaru · Roménia                                                             | 6.22     |
| Salto triplo               | Mabel Tamayo Gay · Cuba                                                                   | 13.82    | Anastassia Ilina · Rússia                                                              | 13.59    | Yusmay Planas Bicet · Cuba                                                           | 13.58    |
| Arremesso de peso          | Hong Mei · China                                                                          | 15.57    | Ntallia Kharaneka · Bielorrússia                                                       | 15.57    | Chiara Rosa · Itália                                                                 | 14.64    |
| Disco                      | Hong Mei · China                                                                          | 52.18    | Julia Bremser · Alemanha                                                               | 51.83    | Deborah Lovely · Austrália                                                           | 49.14    |
| Martelo                    | Kamila Skolimowska · Polónia                                                              | 63.94    | Yunaska Roger Graffor · Cuba                                                           | 57.56    | Ivana Brkljacic · Croácia                                                            | 55.69    |
| Dardo                      | Olivia Norris · Alemanha                                                                  | 52.03    | Xenia Frajka · Hungria                                                                 | 49.76    | Halina Kakhava · Bielorrússia                                                        | 49.62    |

## Quadro de medalhas
| Quadro de medalhas |                |      |       |        |       |
| #                  | País           | Ouro | Prata | Bronze | Total |
| 1                  | Quénia         | 5    | 2     | 3      | 10    |
| 2                  | Rússia         | 4    | 3     | 3      | 10    |
| 3                  | China          | 4    | 3     | 0      | 7     |
| 4                  | Estados Unidos | 4    | 2     | 1      | 7     |
| 5                  | África do Sul  | 4    | 1     | 3      | 8     |
| 6                  | França         | 4    | 0     | 3      | 7     |
| 7                  | Jamaica        | 3    | 3     | 2      | 8     |
| 8                  | Austrália      | 2    | 0     | 1      | 3     |
| 9                  | Grã-Bretanha   | 2    | 0     | 0      | 2     |
| 10                 | Cuba           | 1    | 5     | 3      | 9     |
| 11                 | Alemanha       | 1    | 3     | 2      | 6     |
| 12                 | Finlândia      | 1    | 2     | 1      | 4     |
| 13                 | Polónia        | 1    | 1     | 1      | 3     |
| 13                 | Catar          | 1    | 1     | 1      | 3     |
| 15                 | Hungria        | 1    | 1     | 0      | 2     |
| 16                 | Taipé Chinesa  | 1    | 0     | 0      | 2     |
| 17                 | Etiópia        | 0    | 4     | 0      | 4     |
| 18                 | Ucrânia        | 0    | 3     | 2      | 5     |
| 19                 | Bielorrússia   | 0    | 2     | 2      | 4     |
| 20                 | Japão          | 0    | 1     | 2      | 3     |
| 21                 | Nigéria        | 0    | 1     | 0      | 1     |
| 21                 | Eslováquia     | 0    | 1     | 0      | 1     |
| 23                 | Roménia        | 0    | 0     | 2      | 2     |
| 24                 | Canadá         | 0    | 0     | 1      | 1     |
| 24                 | Colômbia       | 0    | 0     | 1      | 1     |
| 24                 | Croácia        | 0    | 0     | 1      | 1     |
| 24                 | Itália         | 0    | 0     | 1      | 1     |
| 24                 | Kuwait         | 0    | 0     | 1      | 1     |
| 24                 | Marrocos       | 0    | 0     | 1      | 1     |
| 24                 | Arábia Saudita | 0    | 0     | 1      | 1     |